# Aráni nyelv
Az aráni vagy Aran-völgyi nyelv (saját nevén és spanyolul aranés, katalánul aranès, franciául aranais) az okcitán nyelv gascon dialektusának a katalóniai Aran-völgy (arániul Val d'Aran) területén beszélt sztenderdizált változata. A völgy lakosságának 90%-a érti, és mintegy 65%-a beszéli is a nyelvet a spanyol, a katalán vagy a francia mellett. A völgyben a spanyol és a katalán mellett a harmadik hivatalos nyelv, 1984 óta a helyi iskolákban tanítják is.

## Helyesírás és kiejtés

### Az ábécé
Az aráni ábécé 26 latin betűből áll:
A k, w, y betűk csak idegen eredetű szavakban és nevekben fordulhatnak elő.

### Magánhangzók
A nyelvben 7 magánhangzó található, amelyet a helyesírás többféleképpen jelölhet:
- a – szó végén hangsúlytalanul rövid nyílt o [ɔ]; máskor rövid á, mint a palóc nyelvjárásban [a]: garia [ˈɣarjɔ], parlar [ˈparla]
- à – mint az a, de mindig hangsúlyos [a]: veirà [bejˈra]
- e, é – rövid zárt é [e]: cede [ˈseðe], francés [franˈses]
- è – mint a magyar (nyílt) e [ɛ]: vedèra [beˈðɛrɔ]
- i, í – magánhangzók mellett hangsúlytalanul magyar j [j]; máskor mint a magyar i [i]: neit [nej], petit [peˈtit], vedí [beˈði]
- o, ó – mint a magyar u [u]: poma [ˈpumɔ], amistós [amisˈtus]
- ò – rövid nyílt o [ɔ]: auriò [awˈrjɔ]
- u, ú – magánhangzók mellett hangsúlytalanul félhangzós u [w], máskor mint a magyar ü [y]: escríuer [esˈkriwe], pujar [pyˈʒa], dempús [demˈpys]

### Kettőshangzók
Kettőshangzók általában i vagy u és egy másik magánhangzó kapcsolatakor jönnek létre.
- emelkedő diftongusok: ai [aj], ei [ej], èi [ɛj], oi [uj], òi [ɔj], ui [yj], valamint au [aw], eu [ew], èu [ɛw], iu [iw], òu [ɔw]: aigua [ˈajɣwɔ], veire [ˈbejre], lèit [lɛj], poirir [pujˈri], beròi [beˈrɔj], fruita [ˈfryjtɔ]; sau [saw], peu [pew], mèu [mɛw], hiu [iw], pòur [pɔwr]
- ereszkedő diftongusok: ia [ja] (szó végén [jɔ]), ie [je], iè [jɛ], io [ju], iò [jɔ], valamint ua/oa [wa], ue/oe [we]: istòria [isˈtɔrjɔ], vielh [bjeʎ], molièr [muˈljɛ], violéncia [bjuˈlensjɔ], quan [kwaŋ], empodoar [empuˈðwa], huec [wek], joen [ʒweŋ]

A fenti betűkapcsolatok második tagján lévő tréma azt jelzi, hogy a két hangot két különálló, teljes értékű hangként kell ejteni: flaüta [flaˈytɔ], jesuïta [ʒezyˈitɔ].

### Mássalhangzók
A mássalhangzók közül a f, k, l, z megegyezik a magyar kiejtéssel ([f], [k], [l], [z]): flor [flur], kilogram [kiluˈgram], lit [lit], zèro [ˈzɛru]. A többi kiejtése a következő:
- b – szó végén magyar p [p], szó közben l előtt [bb], szó elején, l, r előtt magyar b [b], máskor ajkak között ejtett, laza b [β]: arab [ˈarap], amable [aˈmabble], blu [bly], craba [ˈkraβɔ]
- c – e, i előtt magyar sz [s], szó végén n után néma [-], máskor magyar k [k]: cèu [sɛw], blanc [blaŋ], causa [ˈkawzɔ]
- ch – magyar cs [t͡ʃ]: chut [t͡ʃyt]
- ç – magyar sz [s]: doça [ˈdusɔ]
- d – szó végén magyar t [t], szó elején magyar d [d], máskor fogak közt ejtett d [ð]: caud [kawt], daurir [dawˈri], cede [ˈseðe]
- g – e, i előtt magyar zs [ʒ], szó végén n után néma [-], szó végén magánhangzó után magyar cs [t͡ʃ], szó végén mássalhangzó után magyar s [ʃ], szó közben l előtt [gg], máskor torokból ejtett g [ɣ]: coges [ˈkuʒes], long [luŋ], lieg [ljet͡ʃ], esparg [esˈparʃ], agla [ˈagglɔ], pagar [paˈɣa]
- gu – e, i előtt magyar g [g], máskor torokból ejtett g és egy félhangzós u [ɣw]: guèrra [gɛrrɔ], guardar [ɣwarˈða]
- gü – magyar g és egy félhangzós u [gw]: aigües [ˈajgwes]
- h – mindig néma [-]: haria [ˈarjɔ]
- j – magyar zs [ʒ]: coja [ˈkuʒɔ]
- lh – szó végén a többes szám s-e előtt magyar l [l], máskor lágy l [ʎ]: hilhs [ils], palha [ˈpaʎɔ]
- ll – magyar l [l]: collaborar [kulaβuˈra]
- m – néhány szóban magyar n [n], máskor magyar m [m]: hemna [ˈennɔ], compde [ˈkunde], temps [tens], hum [ym]
- n – f előtt [ɱ], szó végén r után, valamint a többes szám s-e előtt néma [-], c [k], g, k, q, x [ks] előtt, valamint szó végén máskor mint a magyar leng n-je [ŋ], máskor magyar n [n]: trionfar [trjuɱˈfa], horn [ur], mans [mas], long [luŋ], vin [biŋ], nau [naw]; kivételek: non [nu], plan [pla], tan [ta], tanben [taˈbe], tanpòc [taˈpɔk], tant [ta]
- nh – szó végén és a többes szám s-e előtt magyar n [n], máskor magyar ny [ɲ]: punhs [pyns], nhèu [ɲɛw]
- p – szó végén m után néma [-], máskor magyar p [p]: camp [kam], pin [piŋ]
- qu – e, i előtt és  néhány szóban szó elején a előtt magyar k [k], máskor magyar k és egy félhagzós u [kw]: quèir [kɛjr], quasi [ˈkazi], quan [kwaŋ]
- qü – magyar k és egy félhagzós u [kw]: qüestion [kwesˈtjun]
- r – szó végén általában néma [-], máskor magyar r [r]: cantar [kanˈta], rason [raˈzun], de pl.: còr [kɔr]
- rr – magyar rr [rr]: arren [arˈreŋ]
- s – magánhangzók között magyar z [z], máskor magyar sz [s]: casa [ˈkazɔ], dus [dus]
- sc – e, i előtt magyar sz [s], máskor magyar szk [sk]: sciéncia [ˈsjensjɔ], escríuer [esˈkriwe]
- sh – magyar s [ʃ] (magánhangzók után egy néma i áll előtte): shada [ˈʃaðɔ], caisha [ˈkaʃɔ]
- ss – magyar sz [s]: passar [paˈsa]
- t – szó végén l, n, s és kettőshangzó után néma [-], máskor mint a magyar t [t]: molt [mul], content [kunˈten], aguest [aˈgwes], lèit [lɛj], tet [tet]
- th – magyar t [t] vagy cs [t͡ʃ]: eth [et], poth [put͡ʃ]
- tj, tg – magyar dzs [d͡ʒ]: hotjar [uˈd͡ʒa], hormatge [urˈmad͡ʒe]
- tl – magyar ll [ll]: catla [ˈkallɔ]
- ts – mint a magyar c [t͡s]: dits [dit͡s]
- tz – szó végén magyar c [t͡s], máskor magyar dz [d͡z]: auetz [awˈet͡s], dotze [ˈdud͡ze]
- v, w – szó elején magyar b [b], máskor ajkak között ejtett, laza b [β]: vaca [ˈbakɔ], cantava [kanˈtaβɔ], wàter [ˈbate]
- x – ex-ben mássalhangzó előtt hangsúlytalanul magyar sz [s], ex-ben mássalhangzó előtt hangsúlyosan magyar x [ks], ex-ben máskor magyar dz [d͡z], máskor magyar c [t͡s]: expèrt [esˈpɛr], tèxte [ˈtɛkste], examen [ed͡zaˈmen], reflexion [refleˈt͡sjun]
- y – magyar j [j]: yard [jart]

Egyes mássalhangzó-kapcsolatokban az elöl álló hangok hasonulnak a mögöttük állóhoz: administracion  [amministraˈsjuŋ], dissabte [disˈatte], barratz-la [baˈralla], L’ac darè [laddaˈrε].
A középső pont (·) elválasztja az összetett betűket, pl.: en·hornar [enurˈna], des·hèir [desˈɛj].

### Hangsúly
A mássalhangzóra végződő szavak utolsó, a magánhangzóra végződőek az utolsó előtti szótagjukon hangsúlyosak. Az ettől eltérő hangsúlyt ékezet jelöli, mégpedig a következő formában: à, é, è, í, ó, ò, ú. A hangsúlyos [ɛ], [ɔ]-t mindig ékezet jelöli (è, ò).

## Nyelvtan

### Névelők
A névelőket nemben és számban egyeztetjük a vonatkozó névszóval.
A határozott névelők: hímnemben: eth/er (magánhangzókkal és h-val kezdődő szavak előtt); nőnemben: era. A többes szám mindkét nemnél es.
A határozatlan névelők: hímnemben: un, nőnemben: ua. A többes szám hímnemben: uns, nőnemben unes. A többes számú alakok jelentése kb. néhány.

### Névmások

#### Birtokos névmások
- hímnemű egyes számú birtok esetén: eth mèn, eth tòn, eth sòn; eth nòste, eth vòste, eth sòn; többes számú birtok esetén: es mèns, es tòns, es sòns; es nòsti, es vòsti, es sòns.
- nőnemű egyes számú birtok esetén: era mia, era tua, era sua; era nòsta, era vòsta, era sua; többes számú birtok esetén: es mies, es tues, es sues; es nòstes, es vòstes, es sues.

#### Mutató névmások
- ez: aguest/aguesta/(a)çò (e. sz.), aguesti/aguestes (t. sz.)
- az: aqueth/aquera/aquerò (e. sz.), aqueri/aqueres (t. sz.)

### Igék
- auer: è, as, a; auem, auetz, an

### Elöljárók
Az a (-hoz, -hez, -höz), de (birtokviszony), per (-nak, -nek), entà/tà (számára), en (-ban, -ben), enquia (messze) elöljárókat összevonjuk a mellettük álló névelőkkel:
- eth/er: ath/ar, deth/der, peth/per, (en)tath, en, enquiath/enquiar
- era: ara, dera, pera, (en)tara, ena/na, enquiara
- es: as, des, pes, (en)tàs, enes/nes, enquias